# Cacia multiguttata
Cacia multiguttata là một loài bọ cánh cứng trong họ Cerambycidae.